# Драгунов, Юрий Григорьевич
Ю́рий Григо́рьевич Драгуно́в (род. 18 ноября 1942) — российский учёный, директор и генеральный конструктор НИКИЭТ, доктор технических наук, академик РАН (2022), заведующий кафедрой Э-7 «Ядерные реакторы и установки» МГТУ им. Баумана.
Выходец из многодетной крестьянской семьи, выпускник МГУ, принимавший участие в «Освоении целины Казахстана», получивший звание почётного гражданина города Подольск. Отмеченный рядом государственных наград СССР И России.
Сделал карьеру в ОКБ «Гидропресс», куда попал по распределению и где стал директором, однако широкую известность получил, после того, как возглавил НИКИЭТ и работы по созданию «Ядерной энергодвигательной установки мегаваттного класса», в рамках реализации проекта по «Созданию транспортно-энергетического модуля на основе ядерной энергодвигательной установки мегаваттного класса».

## Биография

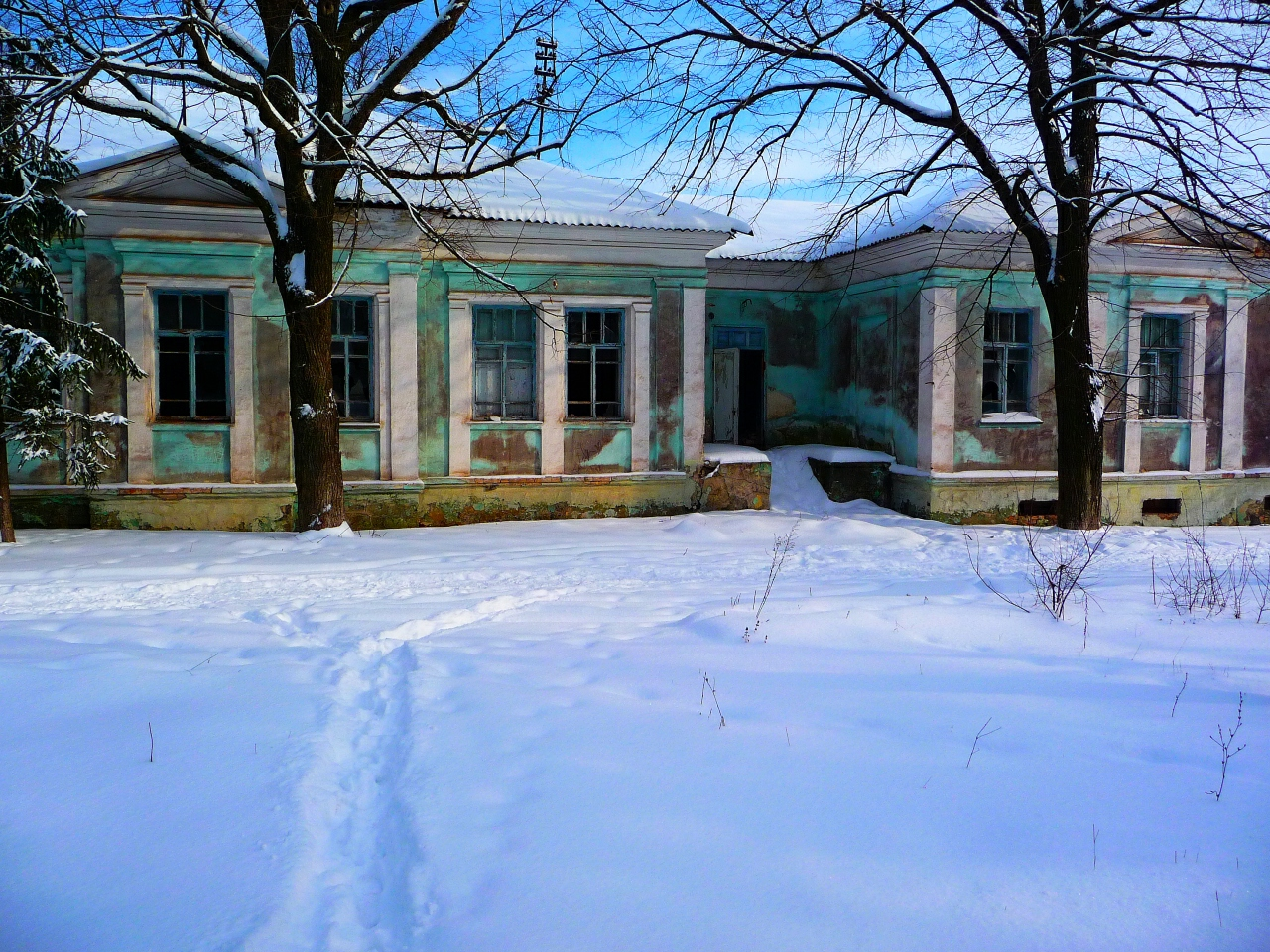
Контора совхоза

Родился 18 ноября 1942 года в деревне Ново-Соловьёво Можайского района. Был одним из четверых детей. Отец Драгунов Григорий Яковлевич ушёл на фронт с началом войны, служил артиллеристом на Западном фронте, конец войны встретил в Кёнигсберге. После окончания войны Григорий Яковлевич был председателем колхоза, затем начальником отделения совхоза в Московской области. Мать Драгунова Инна Ивановна работала библиотекарем. Родители рано приучили детей к труду и развили тягу к обучению. Ребёнком Юрий Григорьевич освоил крестьянские профессии. А школьником поступил на работу в совхоз «Уваровский 2» в Можайском районе Московской области в 1960 году.

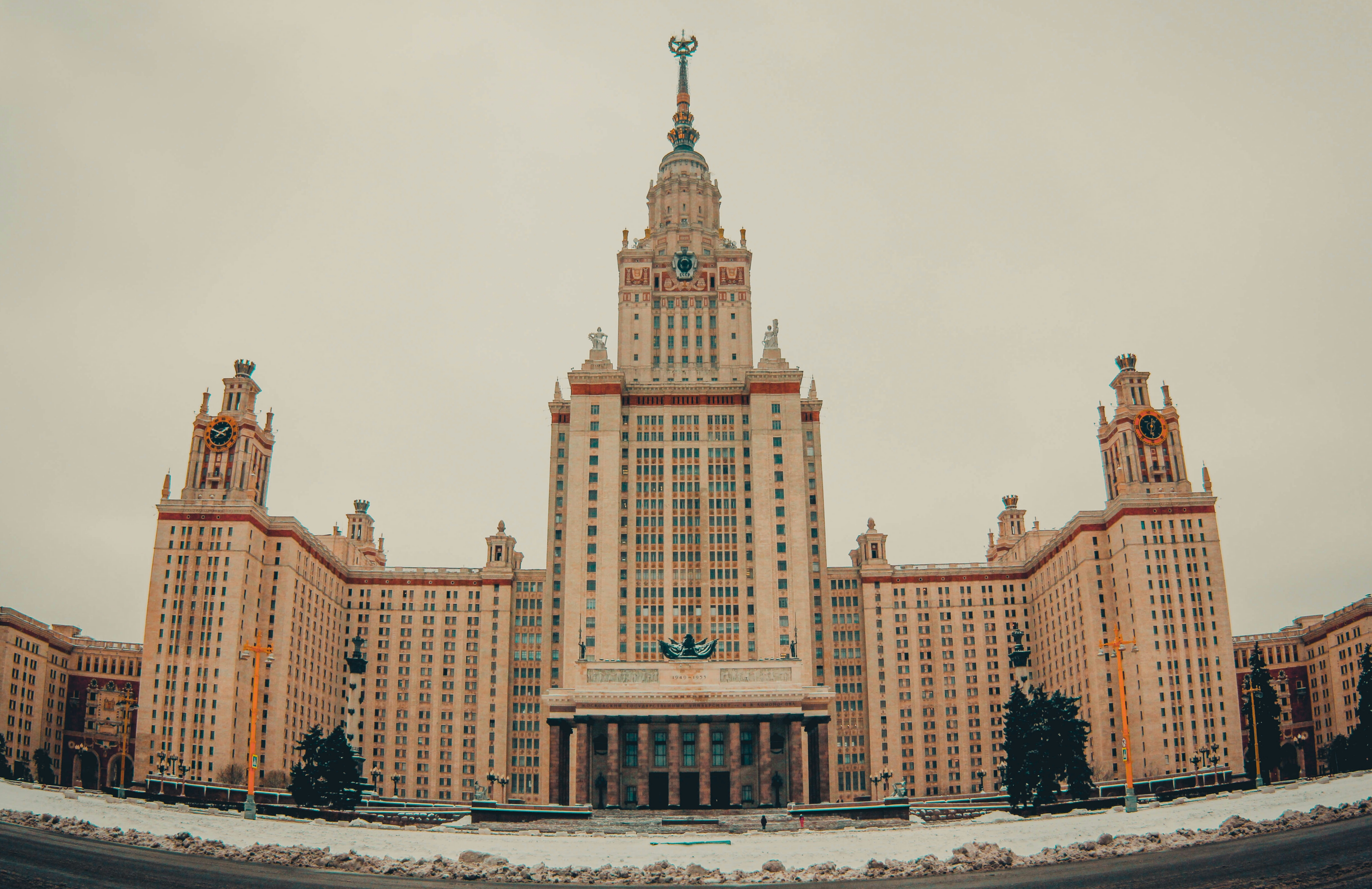
МГУ

Окончив школу подал документы в МГУ, но не был принят, не хватило половины балла, чтобы пройти по конкурсу и получить место в общежитии. В 1960 году поступил на физфак МГУ. В университете серьёзно занимался лыжным спортом и участвовал в соревнованиях между вузами Москвы. Окончил физический факультет МГУ в 1966 году. Участвовал в работе комсомольской организации, был членом факультетского бюро ВЛКСМ. Приобрёл важный рабочий опыт став участником строительных отрядов. Юрий Григорьевич участвовал в Освоении целины Казахстана, был участником строительства Череповецкой ГЭС, с экспедицией Института физики Земли ездил в Забайкалье.

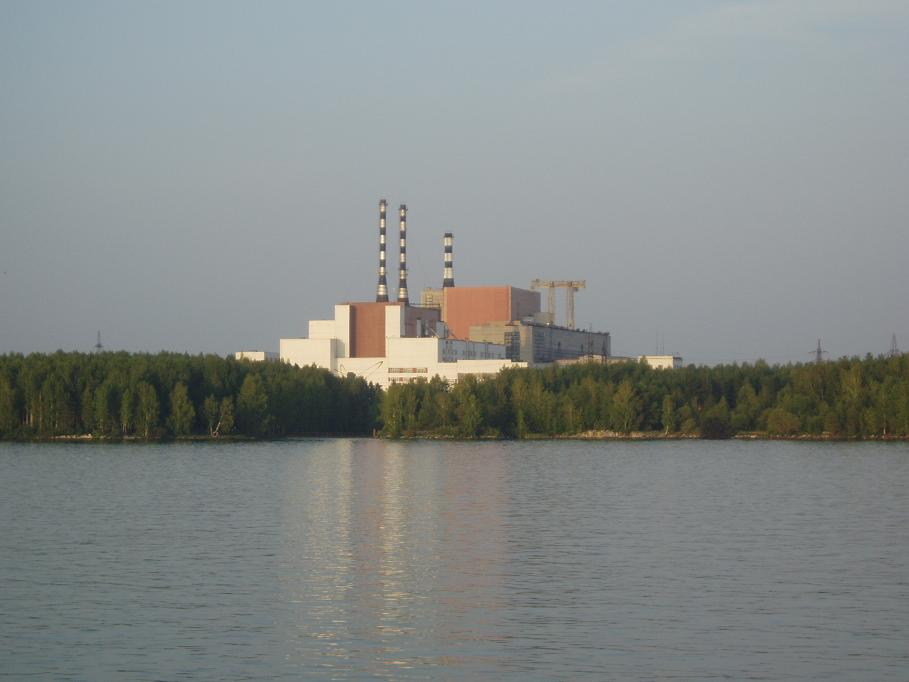
БН-600

Закончив МГУ получил распределение в город Подольск на предприятие ОКБ «Гидропресс», где проработал с 1966 до 1994 года, был конструктором второй категории, возглавлял созданное им ОКБ занимающееся обоснованием физики выпускаемых реакторных установок. В течение года осваивал разработки Курчатовского института. Через 2 года был назначен начальником бюро и главой группы. Юрий Драгунов занимался общественной работой, был заместителем секретаря, несколько лет секретарём комитета комсомола ОКБ «Гидропресс». В 1990 году защитил кандидатскую диссертацию. В 2000 году стал профессором и доктор технических наук. Проработал в ОКБ Гидропресс до 2007 года, с 1998 года являлся его директором — главным конструктором.

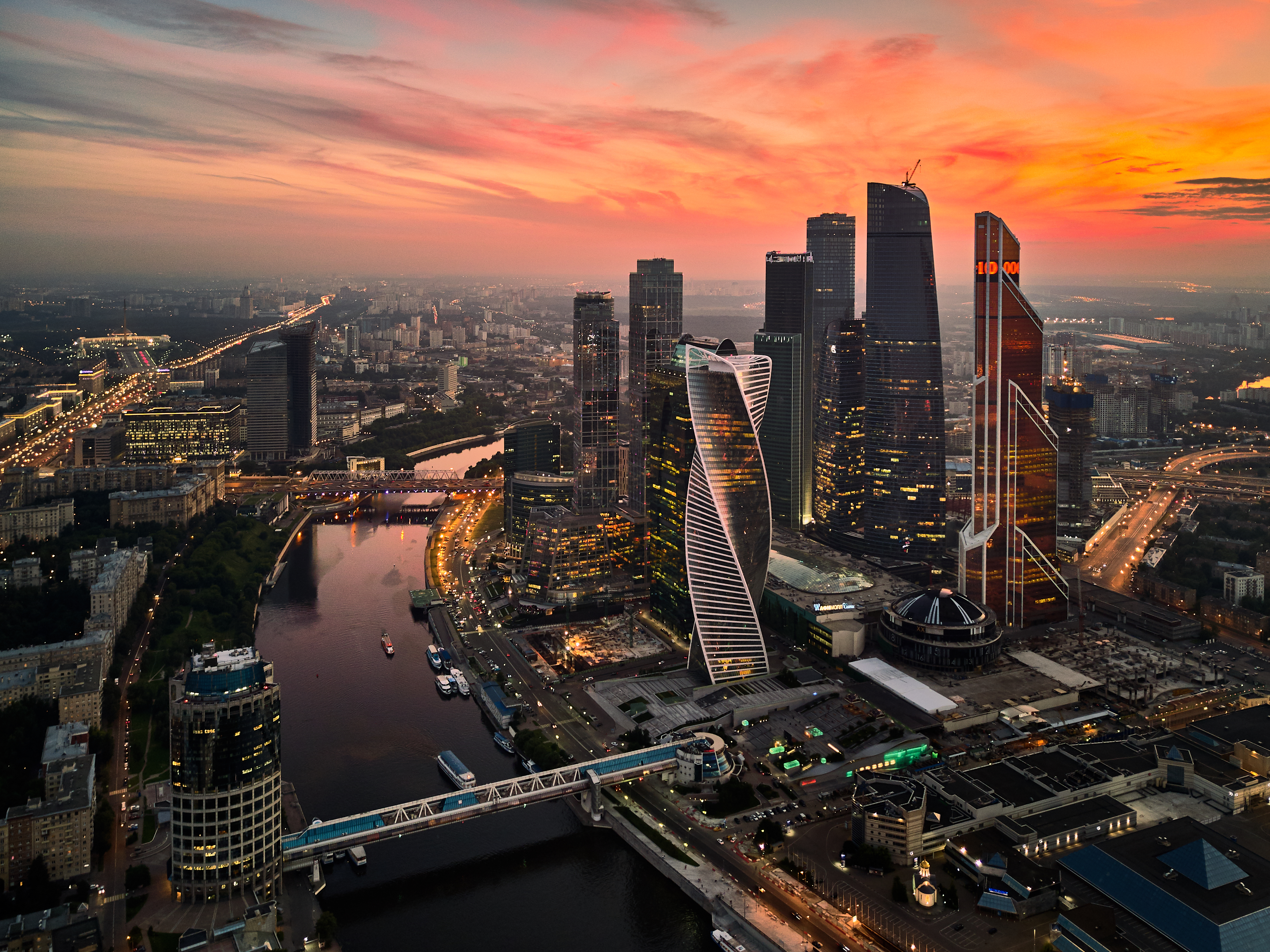
Москва

1 июля 2009 года Юрий Григорьевич был назначен генеральным директором НИКИЭТ. С 2010 года возглавляет проект по созданию «Ядерной энергодвигательной установки мегаваттного класса», как главный конструктор, в рамках реализации проекта по «Созданию транспортно-энергетического модуля на основе ядерной энергодвигательной установки мегаваттного класса». Юрий Драгунов принимал участие в работе по созданию судовых и космических ядерных энергетических установок, изготовлению и внедрению комплексных автоматизированных систем управления ядерными энергетическими установками, систем мониторинга и диагностики оборудования атомных электростанций, реализации обязательств России по международному проекту термоядерного реактора ИТЭР.

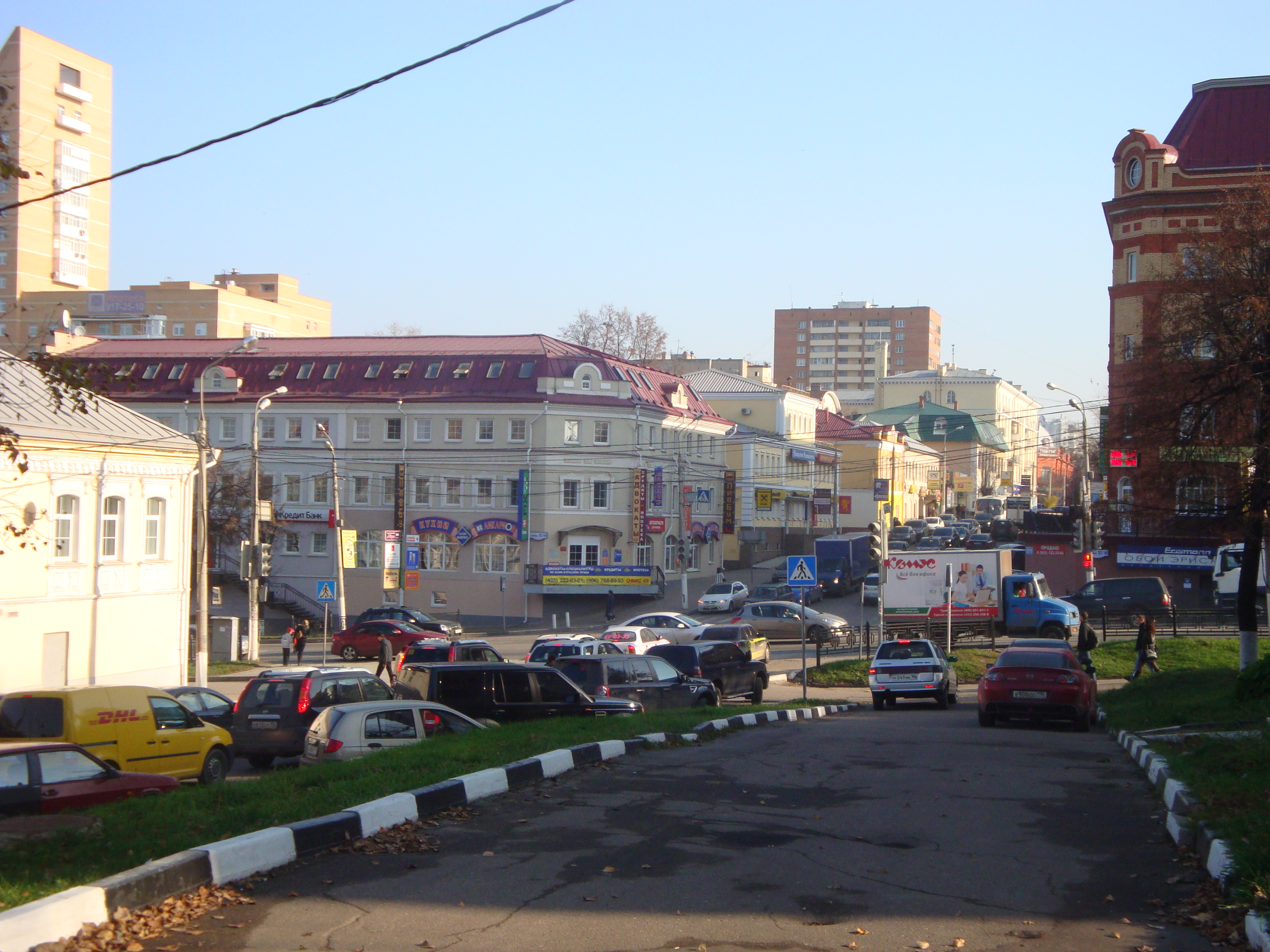
Подольск

Занимал должность советника директора открытого акционерного общества «Атомэнергопром» с 2007 по 2008 год, с 2008 по 2009 годы — первого заместителя директора предприятия «ОМЗ». Был членом рабочей группы научно-координационного совета ФЦП «Исследования и разработки по приоритетным направлениям развития научно-технологического комплекса России на 2007—2014 годы» по приоритетному направлению «Энергетика и энергосбережение». Более 40 лет проработал в Московской области, с 2009 по 2015, был председателем совета директоров промышленных предприятий города Подольска. В то же время был директором — генеральным конструктором открытого акционерного общества «Ордена Ленина Научно-исследовательский и конструкторский институт энерготехники имени Н. А. Доллежаля». Юрий Григорьевич Драгунов — автор более 300 научных трудов и 16 — 55 изобретений. 170 опубликованных работ, соавтор 5 книг.

## Личная жизнь
Живёт в Подольске, любит играть в шахматы, путешествовать, рыбалку и ходить на лыжах . Женат, имеет двоих сыновей и внуков.

## Публикации
- «Реакторные установки ВВЭР для атомных электростанций» (2002)[20]
- «Гидродинамические и теплотехнические процессы в парогенераторах АЭС с ВВЭР» (2001)
- «Модельные исследования и натурная тензометрия энергетических реакторов» (2001)
- «Несущая способность парогенераторов водо-водяных энергетических реакторов» (2003)
- «Анализ напряжённого состояния элементов конструкций при помощи модельных и натурных экспериментов» (1999)
- «Обоснование срока службы и разработка способов продления ресурса оборудования АЭС» (2000, диссертация)
- «Материаловедческие аспекты проектирования и эксплуатации АЭС с ВВЭР» (1992)
- «Обоснование применения отжига для повышения безопасности эксплуатации корпусов ВВЭР» (1988)

## Награды
- Орден Почёта;[11]
- Заслуженный конструктор Российской Федерации;[21]
- Почётная грамота Президента Российской Федерации;[22]
- Лауреат премии Совета Министров СССР;[11]
- Почётное звание «Почётный гражданин Московской области» (22 сентября 2005 года)[23].[21]
- Премия Правительства РФ (2012)[24]